# Radek Kobiałko

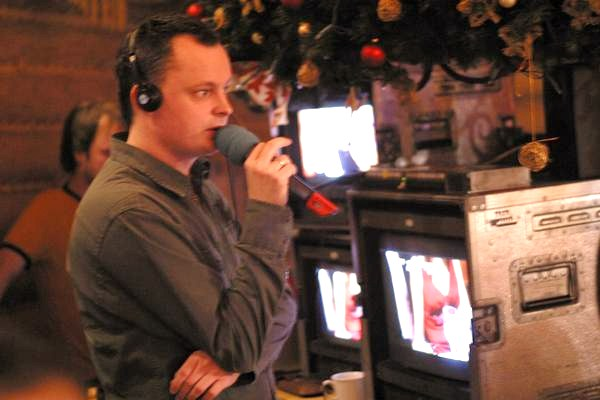
Radek Kobiałko (2006)

Radek Kobiałko (* 3. Dezember 1969 in Opole, Polen) ist ein polnischer Produzent, Regisseur, Drehbuchautor und Unternehmer. Er ist Gründer und Vorstandsvorsitzender des Medienunternehmens Fabryka nr 1.

## Leben
1989 wurde Kobiałko Mitbegründer einer Wochenzeitungen. 1992 gründete er den UKW-Radiosender Radio O'le. Später arbeitete er als Produzent bei Polsat, TVN und RTL 7. Er gilt als Ideengeber und Autor mehrerer bedeutender TV-Formate. Zudem war er Kreativdirektor des Projekts Miss World 2007. Gleichzeitig war er erfolgreich in der Produktion von Klingeltönen. Radek war außerdem Produzent des Albums „Groove me“ von Da Luxe. Zu seinen weiteren Leistungen zählt das einzige Konzert von Modern Talking nach deren Auflösung. Das von Kobiałko gegründete Medienunternehmen Fabryka nr 1 beschäftigt sich mit Internetkommunikationen, Werbung, Events und Mobiltechnologie. 
Kobiałkos Frau ist die bekannte polnische Sängerin Margo (* 1976).

## Filmografie

### Als Produzent
- 2001–2002: Feuilletons für Kurier TV, Zoom, Polsat, TV 4 und RTL 7
- 2002–2004: Bar (Reality-Show auf Polsat)
- 2004–2005: Silvester-Show für TVP
- 2005: Stratosfera (Musikformat auf TVP)
- 2005: Jedynki W Sopocie (Festival auf TVP 1)
- 2007: Miss World TVP (als Kreativproduzent für TVP)
- 2007: Machinery 2007 (Preisverleihung für das Monatsheft Machina auf TV 4)
- 2008: Beitrag über den Auftritt Polens auf der EXPO 2008
- 2010: Dokumentarfilm zum 10. Jahrestag von PARP

### Als Regisseur
- 2006: Polacy  – Talk-Show auf TVP
- 2007–2008: Pytanie na śniadanie – Wochenend-Show auf TVP2
- 2007: Brief zu St.Nikolaus – Kunstprojekt für TVP2
- 2008: Dzieciaki górą! – Fernsehturnier, TVP2
- 2008: Warschau 1944 – Opole 2006 – Dokumentarfilm, TVP2 und TVP Polonia